# فاطمة عبد الحميد
فاطمة عبد الحميد ( 1982-) مؤلفة وكاتبة سعودية، ولدت في مدينة جدة. حصلت على بكالوريوس في علم النفس، وعملت في مجال التعليم.
رُشحت روايتها الأفق الأعلى بالقائمة القصيرة للجائزة العالمية الروايةالعربية.